# Cayo Julio César Estrabón Vopisco
Cayo o Gayo Julio César Estrabón Vopisco  (c. 130-87 a. C.) fue el hijo menor de Lucio Julio César y su esposa Popilia; fue además el hermano menor de Lucio Julio César. Sus apodos (agnomen) venían de Strabo porque padecía probablemente estrabismo, es decir, era bizco, y Vopiscus porque era el superviviente de una pareja de gemelos.
En 103 a. C., formó parte de un comité designado para la supervisión de la implantación de una lex frumentaria, un proyecto de ley agraria, impulsada por el tribuno de la plebe Lucio Apuleyo Saturnino. Estrabón obtuvo el cargo de sacerdote en 99 a. C., cuestor en 96 a. C. y edil curul en 90 a. C.
Cuando estalló la guerra civil entre Cayo Mario y Lucio Cornelio Sila, Estrabón se presentó para el consulado, a pesar de que necesitaba ser elegido pretor previamente. Sila apoyó a César Estrabón, lo que provocó graves disturbios civiles, pero luego tuvo que marchar a Oriente a combatir a Mitrídates VI y dejó vía libre a los populares.
Estrabón y su hermano fueron asesinados luchando en las calles contra los partidarios de Mario al principio de la Guerra Civil, en 87 a. C. Según Livio sus cabezas fueron expuestas en la tribuna de los oradores, los rostra.
César Estrabón Vopisco escribió al menos tres tragedias basadas en temas griegos. Estas piezas fueron Adrastus, Tecmesa y Teutras. Solo unos pocos fragmentos de estas obras han sobrevivido. Según Cicerón era un orador conocido por su humor y su ingenio. Cicerón publicó un diálogo llamado De Oratore en el que Estrabón explica por qué es importante el humor en una argumentación.
Fue tío de Lucio Julio César, Julia y tío abuelo de Marco Antonio, Cayo Antonio, Lucio Antonio y Lucio Julio César.